# SAKURA (生物股長單曲)
「SAKURA」是生物股長的主流單曲。2006年3月15日由Epic Records Japan Inc.發售。

## 收錄曲
1. SAKURA （5:51）
- 作詞・作曲：水野良樹 / 編曲：島田昌典

DENPO115東日本地區的廣告曲。主流出道曲的音樂製作一直比較困難，因為這首歌是基於“把整首歌降半個音，創作出一首讓大家都喜歡的歌曲吧”這樣的意思而製作出來的歌曲。當時標題叫櫻花的歌曲已經有太多了，所以發行這樣一張單曲遭到了許多的反對。但成員們認為“我們這麼喜歡日本音樂，大家卻因為以櫻花歌曲太多了這樣一種標準來反對發行，這樣不太好吧。”“從副歌來看，標題除了叫SAKURA以外沒有其他了。”最後，單曲還是順利發行了。在歌詞裡出現的“大橋”指的是架設在相模河上面的相模大橋（神奈川県40號線、43號線、51號線經過）；“小田急線”裡的厚木站到本厚木站車間這一路段，和相模大橋呈平行的形狀，橫跨相模河。PV是在小田急線富水站東出口拍攝的。除了由藝人加藤理恵出演外，和單曲發售同日期（2006年3月17日）退休的小田急9000形電車的一部分也入鏡了。這首歌在主流出道的首專『櫻花盛開的街道故事』發行時製作了新的PV「SAKURA -2007version-」，還製作了不插電的版本作為bonus track收錄在首專裡。
生物股長除了在2006年4月21日播放的Music Station裡作為新人首次出演的時候演唱過這首歌外，在2008年12月31日播放的“第59回NHK紅白歌合戰”裡也是首次出演並唱了這首歌。另外，桑田佳佑在2009年6月29日播放的“桑田佳佑的音樂老虎〜MUSIC TIGER〜”節目裡也介紹過這首歌，並選為“老虎先生21世紀最佳歌曲前20”的第14名，桑田還曾在K房裡一邊cosplay一邊唱了這首歌。
這首歌的歌詞以“畢業”為主題，但其本身作為櫻花歌、畢業歌的經典而廣為人知，關於畢業歌曲還有後來發行的「YELL」「謝謝」「向前走」等。
此外，從精選專輯『生物百科圖鑑～團員精選～』的發行日2010年11月3日開始，這首歌便被作為小田急線快到達海老名車站時的提醒鐘聲。
2. 熱牛奶 （4:57）
- 作詞：山下穂尊、水野良樹 / 作曲：山下穂尊 / 編曲：龜田誠治

在c/w曲裡有著現場演唱次數非常之多而成為經典歌曲這樣的一種存在，這首歌也是生物股長唯一一首水野和山下共同作詞的一首歌，水野在寫歌詞時因為一直無法切合山下的曲子的音調，此後二人很少互相干涉創作。水野曾說過“雖然生物股長有一首叫做Hot Milk的歌，但實際上我最怕Hot Milk”。
3. 卒業寫真 （4:01）
- 作詞・作曲：荒井由實 / 編曲：江口亮

畢業歌的經典曲目，荒井由實的歌曲「卒業寫真」的翻唱，收錄在2009年發行的合集『Shout at YUMING ROCKS』裡。
4.SAKURA -instrumental-

## 收錄專輯
- 櫻花盛開的街道故事（#1・#2）
- いきものばかり〜メンバーズBESTセレクション〜（#1・#2）
- なまものばかり〜メンバーズBEST LIVEセレクション〜（#1）
- Shout at YUMING ROCKS（#3）

## 外部連結
- SAKURA - Sony Music